# Notepad++
Notepad++ är en texteditor med öppen källkod som är utvecklad i programspråket C++. En skillnad mellan Notepad och Notepad++ är att det sistnämnda programmet har funktioner som underlättar för programmerare att skriva kod i ett antal olika programspråk. Notepad++ har funktioner såsom en regexp-sökfunktion och funktionslista för PHP, JavaScript med flera. Det finns även en del insticksprogram tillgängliga att installera.

## Programspråk med stöd i Notepad++
- ADA
- ASP
- Assembler
- AutoIt
- Batch
- C
- C#
- C++
- Caml
- CSS
- Diff
- Flash actionscript
- Fortran
- Haskell
- HTML
- INI file
- INNO
- Java
- Javascript
- KIXart
- LISP
- Lua
- Makefile
- Matlab
- MS-DOS Style
- NSIS
- Objective-C
- Pascal
- Perl
- PHP
- Postscript
- Properties
- Python
- rc resource file
- Ruby
- Shell
- Scheme
- Smalltalk
- SQL
- Tcl
- TeX
- VB
- VHDL
- Verilog
- XML